# Rosellinia nectrioides
Rosellinia nectrioides är en svampart som beskrevs av Rehm 1908. Rosellinia nectrioides ingår i släktet Rosellinia och familjen kolkärnsvampar.  Arten är reproducerande i Sverige. Inga underarter finns listade i Catalogue of Life.